# Flugplatz Soest-Bad Sassendorf

i7
i11
i13
Der Flugplatz Soest/Bad-Sassendorf (ICAO-Code: EDLZ) ist ein ziviler, ehemals militärisch, zuletzt durch die British Army als Hubschrauberlandeplatz, genutzter, Sportflugplatz in der Soester Börde, östlich der Stadt Soest nahe der Ortschaft Lohne (Lohner Klei) in der Gemeinde Bad Sassendorf, zwischen A 44 und ehemaliger B 1.
Das südlich gelegene Sauerland ist, wie auch der südwestlich gelegene Möhnesee, unweit vom Flugplatz entfernt.
Er hat die Zulassung eines Sonderlandeplatzes.
In den letzten beiden Jahrzehnten des Kalten Krieges lag hier das heute in Wattisham liegende 3. Regiment des britischen Army Air Corps mit Hubschraubern der Typen Gazelle AH1 und Lynx AH7.

## Gelände
Die Länge der Flugplatz-Hauptpiste beträgt 820 Meter, während die Segelflug-Windenschleppstrecke rund 1000 Meter lang ist. Es sind beides Graspisten mit der Ausrichtung 07/25. Die Platzrunde verläuft südlich, da der nördlich gelegene Luftraum für die Fallschirmspringer reserviert ist.
Im Flugfunk hat der Flugplatz die Frequenz 133,465 MHz. An der Tankstelle stehen AVGAS, MOGAS und Jet A-1 zur Verfügung.

## Flugbetrieb
Am Platz sind zwei Vereine vertreten. Die Flugsportgemeinschaft Soest e. V. betreibt Motor- und Segelflug, während der Fallschirmsportclub Soest-Bad Sassendorf e. V. den Fallschirmsport ausübt. Auch ist hier mit dem Flugdienst Sauerland eine Gyrocopter-Flugschule vorhanden.
Geflogen wird meist an Samstagen, Sonntagen und gesetzlichen Feiertagen (gelegentlich auch an normalen Werktagen), sofern das Wetter dies zulässt, sprich wenn das Fluggeschehen nicht durch Unwetter im Sinne von Sturmböen, pausenlosem Regen, Hagel, Nebel, Gewitter usw. beeinträchtigt wird.
Die Segelflugsaison dauert regelmäßig von Ende März/Anfang April bis Ende Oktober/Anfang November.
Motorflug findet ganzjährig statt.
Bekannt ist der kleine Flugplatz vor allem für seine  Flugtage, an denen Kunstflug- und Show-Einlagen von professionellen Piloten und Kunstfliegern vorgeführt werden.

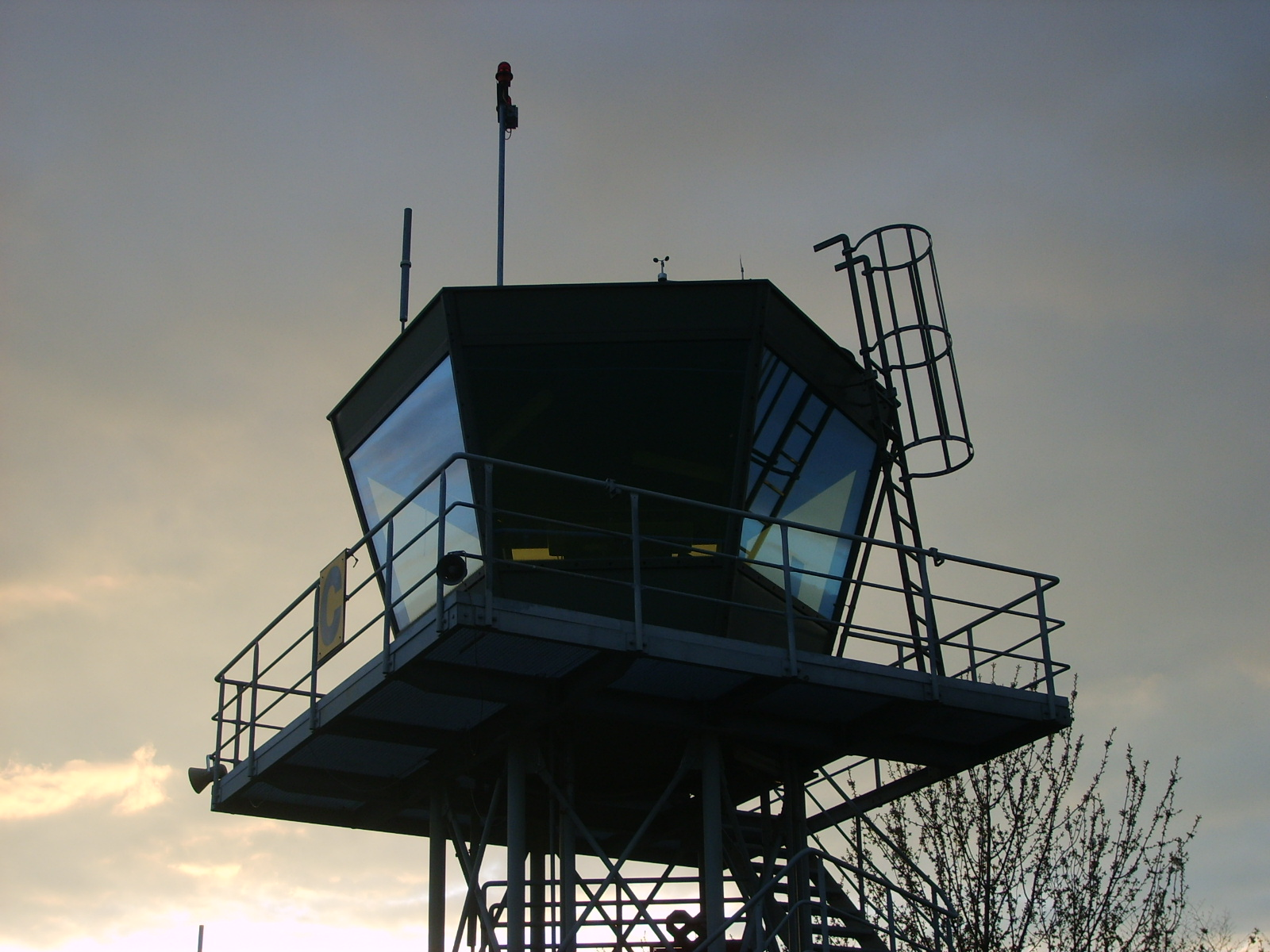
Tower
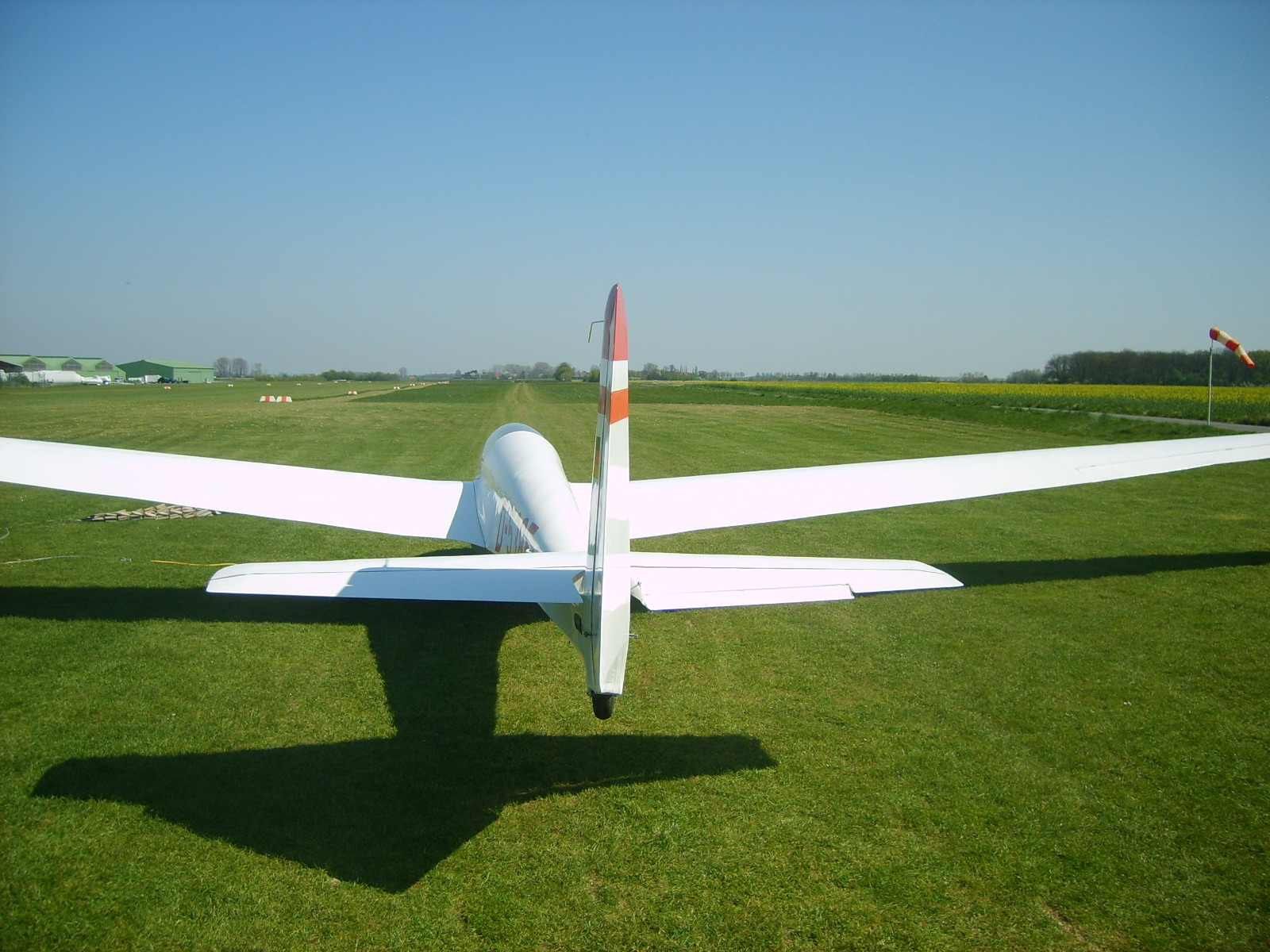
Segelflugstart
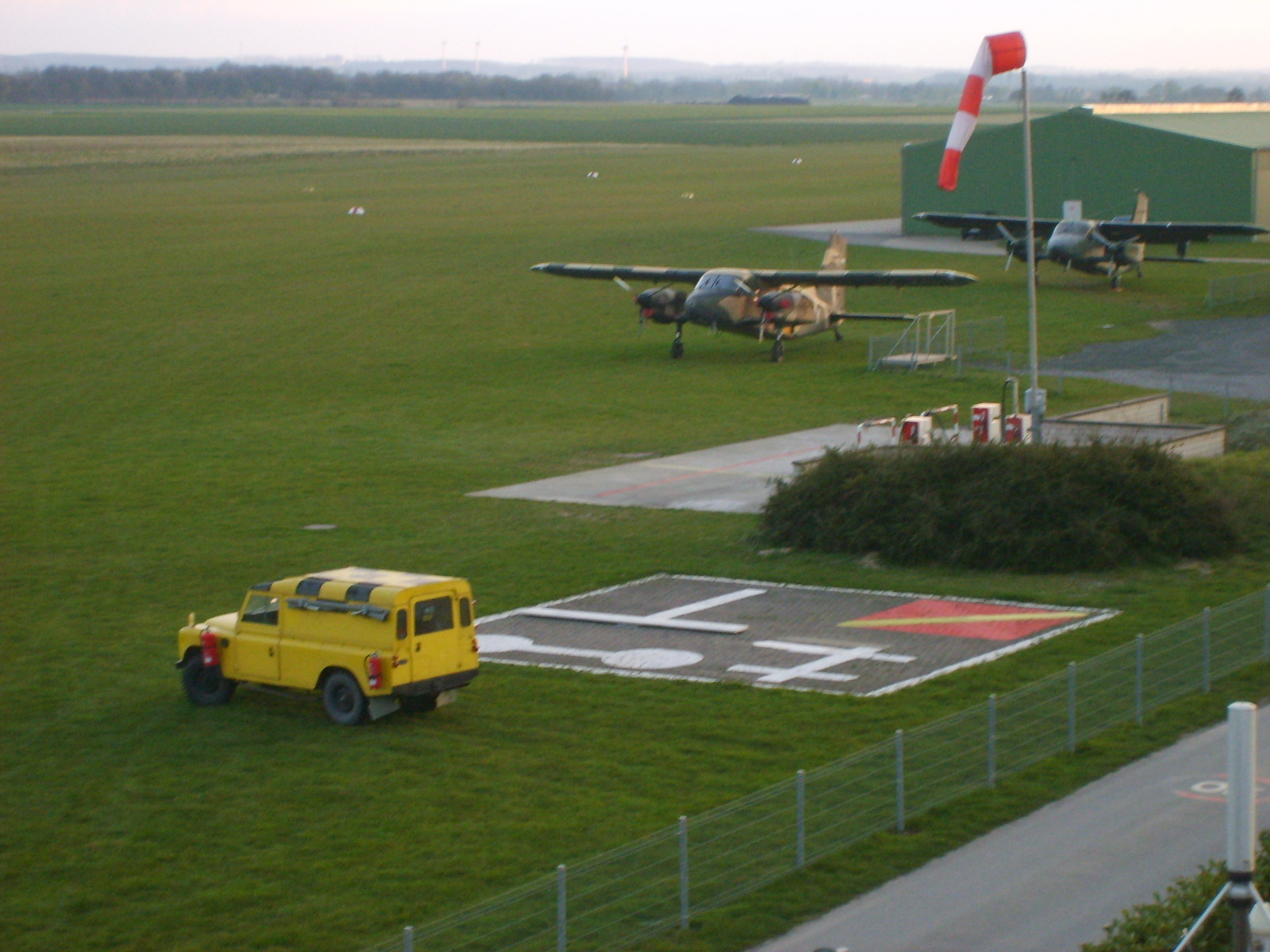
Blick vom Tower auf Tankstelle und Windsack